# Tamási
Tamási – miasto na Węgrzech, w komitacie Tolna, siedziba władz powiatu Tamási.